# ピョートル・コシェヴォーイ
ピョートル・キリーロヴィチ・コシェヴォーイ（ロシア語:Пётр Кириллович Кошевой, 1904年12月21日 - 1976年8月30日）は、ソビエト連邦の軍人。ソ連邦元帥。ソ連邦英雄（2度）。

## 経歴
ウクライナのアレクサンドリヤ市出身。ウクライナ人。1920年から赤軍に入隊し、ロシア内戦に従軍。1927年に騎兵学校、1939年にM.V.フルンゼ名称軍事アカデミーを卒業。
独ソ戦時、1941年11月から第65狙撃師団長となり、チフヴィン作戦に参加。1942年7月から第24親衛狙撃師団長（ヴォルホフ、スターリングラード、南部戦線）。1943年8月から第63狙撃軍団長（第4ウクライナ戦線）となり、クリミアの解放に参加。1944年4月16日、セヴァストポリ奪取の功績に対して、ソ連邦英雄の称号とレーニン勲章が授与された。
1944年5月から第71狙撃軍団長（第3ウクライナ戦線）となり、白ロシアとバルト諸国の占領に参加。1945年1月から第36親衛狙撃軍団長となり、東プロシア作戦、ケーニヒスベルクの奪取に参加。1945年4月19日、ケーニヒスベルク奪取の功績に対して、2つ目のソ連邦英雄称号を授与された。
戦後、軍団長、軍司令官を歴任。1948年、参謀本部軍事アカデミー附属高等学術課程を修了。1957年～1960年、シベリア軍管区司令官、1960年～1965年、キエフ軍管区司令官。1965年～1969年、駐独ソビエト軍集団総司令官。1969年からソ連国防省監察総監。
退役後、モスクワに居住し、1976年8月30日に死去。モスクワに埋葬。
ソ連邦英雄（2度）。レーニン勲章5個、十月革命勲章、赤旗勲章3個、1等ボグダン・フメリニツキー勲章、2等スヴォーロフ勲章、2等クトゥーゾフ勲章2個を受賞。
故郷のアレクサンドリヤ市には銅像が立てられ、広場と通りに名前が付けられた。